# Carne de fieras
Pour plus de détails, voir Fiche technique et Distribution.
Carne de fieras (littéralement « chair de fauves ») est un film espagnol réalisé par Armand Guerra en 1936.
Tourné en 1936 par Armand Guerra et récupéré pendant l'été 1991, le film existe actuellement grâce à la reconstruction réalisée par Ferrán Alberich et soutenue par le Patronato Municipal Filmoteca de Zaragoza, .
Carne de fieras voit sa production démarrer avant la révolution espagnole du 19 juillet 1936, grâce à un producteur privé, Arturo Carballo. Le tournage est arrêté à cause du putsch franquiste. Armand Guerra rédigera des souvenirs détaillés de cette période dans A traves de la metralla (À travers la mitraille). Sous l’impulsion de la centrale anarcho-syndicaliste CNT (Confédération nationale du travail) qui souhaite que les contrats des techniciens et des comédiens soient honorés, le tournage du film est achevé. Les rushes sont oubliés dans leurs boîtes jusqu’en 1992. Le documentaire d'Ezequiel Fernandez : Armand Guerra, requiem pour un cinéaste espagnol (1997), évoque de manière précise le contexte de ce tournage, qui sera la dernière fiction de Guerra.

## Synopsis
Le film se passe dans le monde du spectacle. C'est l'histoire de Pablo, un boxeur amoureux de son épouse Aurora. Cette dernière entretient une relation adultère avec un chanteur de cabaret. Quand Pablo surprend les amants, il demande le divorce et entre dans une profonde dépression qui l'amènera à perdre un combat de boxe. C'est alors qu'il connaît Marlène, une artiste de variété, dont le rôle consiste en danser dénudée dans une cage avec quatre lions, et qui est unie sentimentalement à son compagnon de travail, le dompteur Marck.
Les événements se déroulent quand Marck essaye d'agresser Pablo, qui non seulement ne s'éloigne pas de Marlène, mais qui fréquente avec assiduité son spectacle. Un jour Pablo est victime d'une attaque que la police attribue au dompteur, mais grâce à l'intervention de Perragorda (un garçon adopté par Pablo) on découvre la véritable identité de l'agresseur.

## Fiche technique
- Titre : Carne de fieras
- Réalisation : Armand Guerra
- Scénario : Armand Guerra
- Musique : Andrés Rojas
- Photographie : Tomás Duch
- Montage : Ferran Alberich
- Investigation et direction de la reconstruction, 1992 : Ferrán Alberich
- Production : Arturo Carballo
- Société de production : Patronato Municipal Filmoteca de Zaragoza
- Pays :  Espagne
- Langue : Espagnol
- Genre : Drame
- Durée : 71 minutes
- Dates de sortie : 
  -  Espagne : 1936

## Distribution
- Pablo Álvarez Rubio
- Alfredo Corcuera
- Tina de Jarque
- Antonio Galán
- Marlène Grey
- Armand Guerra
- Sara Iglesias
- Georges Marck
- Antonio Montoya
- Jack Sidney
- Mercedes Sirvent